# Trevinano
Trevinano è una frazione del comune di Acquapendente, in provincia di Viterbo, nel Lazio.
(Incisione situata all'ingresso di Trevinano Vecchio)

## Geografia fisica
Trevinano, paese collinare, si trova lungo la strada provinciale che da Acquapendente porta a San Casciano dei Bagni, in Provincia di Siena. Il paese è infatti molto vicino ai confini fra Lazio e Toscana, ed al Lago di San Casciano. Molto vicina è anche l'Umbria.
Ad est del paese si trova la Riserva naturale Monte Rufeno e scorre il piccolo torrente Rio Tirolle.

## Storia
Piccolo centro di probabile origine etrusca. Dopo il 396 a.C. Trevinano passa sotto Roma ma non si hanno notizie fino a tutto l'alto medioevo. È probabile che il centro abitato originariamente fosse in località Castelluzzo e che Trevinano, dove lo vediamo oggi, sia sorto in epoca carolingia. Il primo documento che riporti il nome Trevinano risale al gennaio 1073 ed è un atto di donazione al monastero del SS. Salvatore sul monte Amiata. Il documento fu redatto da un tal giudice Rallando nel castello di Trevinano. Il piccolo centro subì per tutto medioevo la sorte dei vari feudatari a cui fu di volta in volta sottoposto. Ricordiamo il dominio dei Visconti di Campiglia fino al 1327 (impossibile definire l'anno di inizio del dominio), poi dei Monaldeschi del ramo della Cervara dal 1327 al 1592; in seguito Trevinano fu diviso dalla Camera Apostolica, tra la famiglia Simoncelli e gli eredi dei Monaldeschi. Nel 1687 la Camera Apostolica entra in possesso di tutto il territorio riunificato e lo cede in feudo ai Bourbon del Monte. In seguito la storia di Trevinano sarà sempre più intrecciata a quella di Acquapendente e in generale a quella dello stato Pontificio. I principali monumenti sono il castello, che ancora reca sul portale lo stemma dei Monaldeschi della Cervara, la chiesa parrocchiale e la chiesa della Madonna della Quercia.

## Monumenti e luoghi d'interesse

### Il castello
Le scarse notizie che si hanno sul castello di Trevinano risalgono alla metà del XII secolo, periodo tormentato da frequenti scontri tra gli aquesiani e gli orvietani. Una data fondamentale è sicuramente il 1187, anno in cui con un trattato di pace, stipulata tra le città di Acquapendente e Orvieto, si concede l'abitato di Trevinano ai figli di Sinibaldo Visconti di Cambiglia.
Attualmente il Castello è di proprietà dei Boncompagni-Ludovisi, che non furono però mai feudatari di Trevinano, dato che infatti ereditarono il castello nel 2003 in linea femminile dalla famiglia Bourbon del Monte, ultimi feudatari di Trevinano.

### Chiesa della Madonna della Quercia
Più ricche e più dettagliate sono le notizie sulla chiesa della Madonna della Quercia. Scendendo da Trevinano verso il fiume Paglia, a circa un chilometro dall'abitato, si trova la chiesa dedicata alla Madonna della Quercia. Infatti secondo la tradizione popolare, come riporta un manoscritto del 1782, sui rami della quercia secolare avvenne, l'apparizione della Madonna.
A croce latina con braccia absidate, fu eretta a santuario intorno al XVI Sec. Sull'altare, in parte barocco, si può notare un pezzo del tronco dell'albero del miracolo. Dopo il restauro del 1721, ad opera di Giuseppe Pizzai, la chiesa andò pian piano deteriorandosi e solo nel 1963 fu eseguito il consolidamento della struttura, ormai pericolante, grazie al contributo dei paesani.

### Chiesa parrocchiale
La chiesa parrocchiale come si può dedurre da un documento del '700, è intitolata alla "Madonna SS. sotto il mistero della Natività";
ha tre navate divise da due file di tre pilastri ciascuna, collegati da archi.
Attualmente la navata centrale, che originariamente era "a volta", è formata da capriate con travi dipinte. La sua erezione risale presumibilmente al periodo rinascimentale. Sugli altari di stile barocco si possono notare tele del XVI e XVII sec., descritte in un documento del 1782: «Vedevasi un quadro dove si esprimevano le nozze di cana, di eccellente pennello questo però dal canonico Ariberto del Monte, canonico di San Pietro di Roma, allora patrono di Trevinano fu fatto trasportare in Roma ed in luogo di quello fu istituito il presente fatto dal medesimo dipingere con l'immagine di San Lorenzo.»